# František Zoulík
František Zoulík (25. května 1933 Praha – 23. března 2013) byl český právník a vysokoškolský pedagog. Zabýval se soukromým právem.

## Život
Vystudoval na Právnické fakultě Univerzity Karlovy. V 50. a 60. letech 20. století působil v justici, nejprve jakou soudní čekatel a posléze jako soudce. Od roku 1963 byl činný na Ministerstvu spravedlnosti. V době normalizace měl zakázáno odborně publikovat a živil se jako podnikový právník.
Počátkem 90. let 20. století přešel na právnickou fakultu, kde se v relativně pozdním věku habilitoval, posléze byl jmenován profesorem a byl zde členem akademické rady. Kromě výuky na právnické fakultě učil rovněž na Vysoké škole ekonomické v Praze a vedle toho také působil na ministerstvu spravedlnosti, kde připravil koncepci moderního soudnictví České republiky. Připravil rovněž řadu zákonů týkajících se civilistiky. V roce 1992 byl členem odborné komise pro přípravu Ústavy České republiky pro samostatnou Českou republiku, kde napsal články o moci soudní. Je autorem zákona o konkursu a vyrovnání a pracoval na principech insolvenčního řízení.
Věnoval se též advokacii pod číslem advokáta ČAK 01937. Byl členem redakční rady Bulletinu advokacie, kde psal odborné články věnující se soukromému právu v evropském kontextu a napsal desítky odborných statí.[zdroj?]
Uskutečnil pokus o rekodifikaci soukromého práva po rozpadu ČSFR pod gescí ministerstva spravedlnosti. Výsledek jeho práce, koncepce nového civilního kodexu, byl zveřejněn v roce 1996, ale ministerstvem spravedlnosti byl odmítnut.
Při vzniku Vysoké školy CEVRO Institut se podílel na utváření profilu právních předmětů soukromého práva a od roku 2006 byl členem její Katedry soukromého práva. V roce 2009 byl jmenován vedoucí katedry, kterou vedl až do své smrti. Od roku 2010 byl garantem bakalářského oboru Právní specializace – Právo v obchodních vztazích a navazujícího magisterského oboru Soukromoprávní studia – Obchodněprávní vztahy a byl členem akademické rady VŠ CEVRO Institutu.
Skupina studentů z těch mnoha, kteří měli tu čest, že prof. František Zoulík ovlivnil jejich náhed na civilní proces, ale též i život samotný, vytvořila po jeho smrti též skupinu na Facebooku k připomenutí a vzájemnému setkávání.